# Mate Parlov
Mate Parlov, hrvaški boksar, * 16. november 1948, Split, † 29. julij 2008, Pulj.  
Parlov je bil v svoji karieri olimpijski zmagovalec, amaterski in kasneje profesionalni evropski in svetovni prvak v poltežki kategoriji. Po splošnem prepričanju je bil Mate Parlov najboljši hrvaški oziroma jugoslovanski boksar vseh časov. 